# Melanargia titea
Espèce
Melanargia titea est une espèce d'insectes lépidoptères (papillons) de la sous-famille des Satyrinae (famille des Nymphalidae).

## Noms vernaculaires
Melanargia titea se nomme Levantine Marbled White ou Mediterranean Marbled White en anglais et Akdeniz Melikes en turc,.

## Liste des sous-espèces
- Melanargia titea titea
- Melanargia titea titania ; présente en Israël[3]
- Melanargia titea wiskotti (Röber, 1896) présente en Turquie, autour d'Adana[4].

## Description
C'est un papillon de taille moyenne qui présente sur le dessus un damier noir et blanc et des celles submarginaux aux postérieures.
Le revers dessine en noir les limites des damiers avec un ocelle à l'apex des antérieures et une ligne d'ocelles aux postérieures bien visibles, au centre blanc bordé d'une fine ligne noire elle-même largement cerclée de blanc limité par une seconde  fine ligne noire.

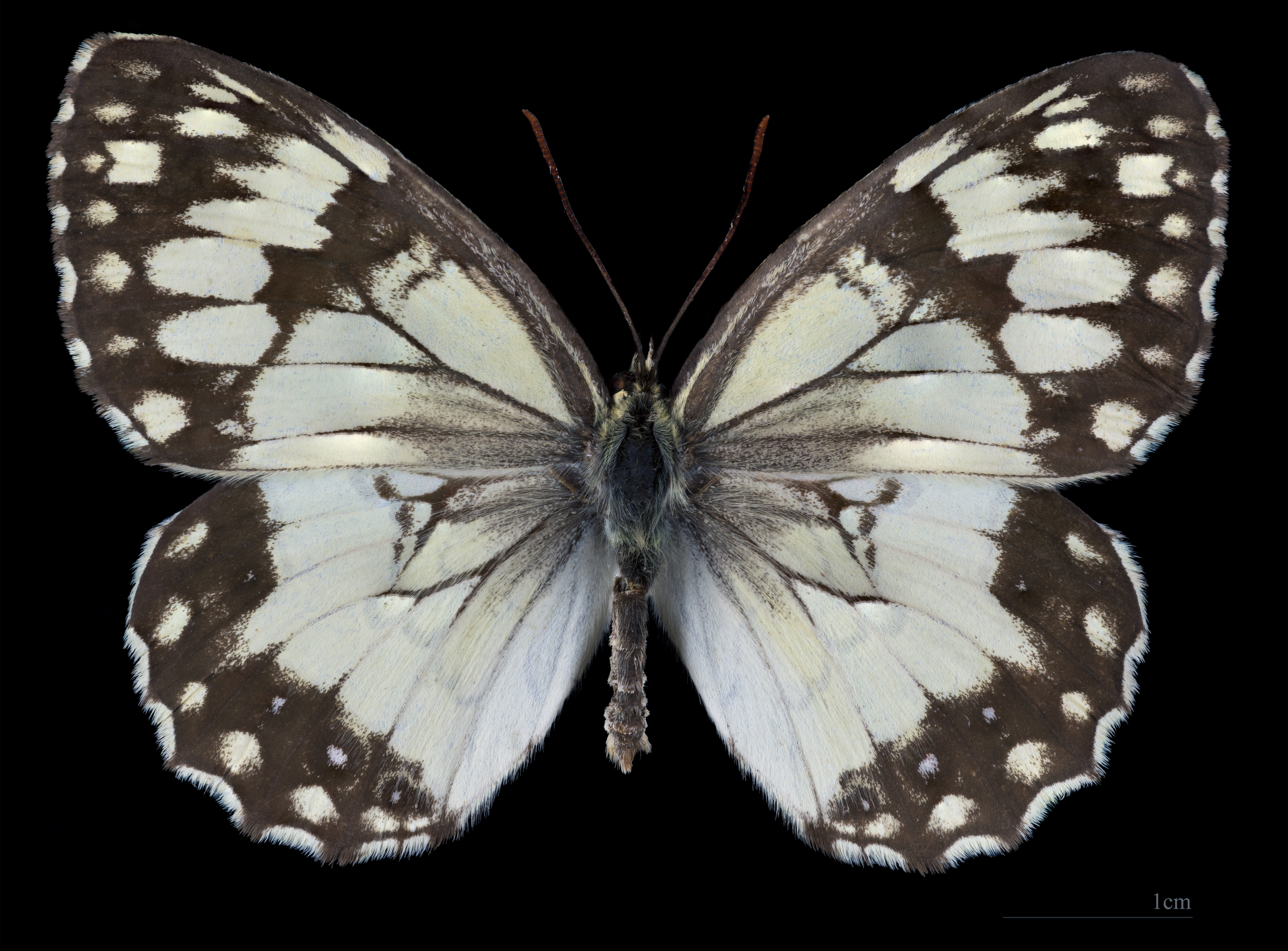
Melanargia titea, avers du mâle MHNT.
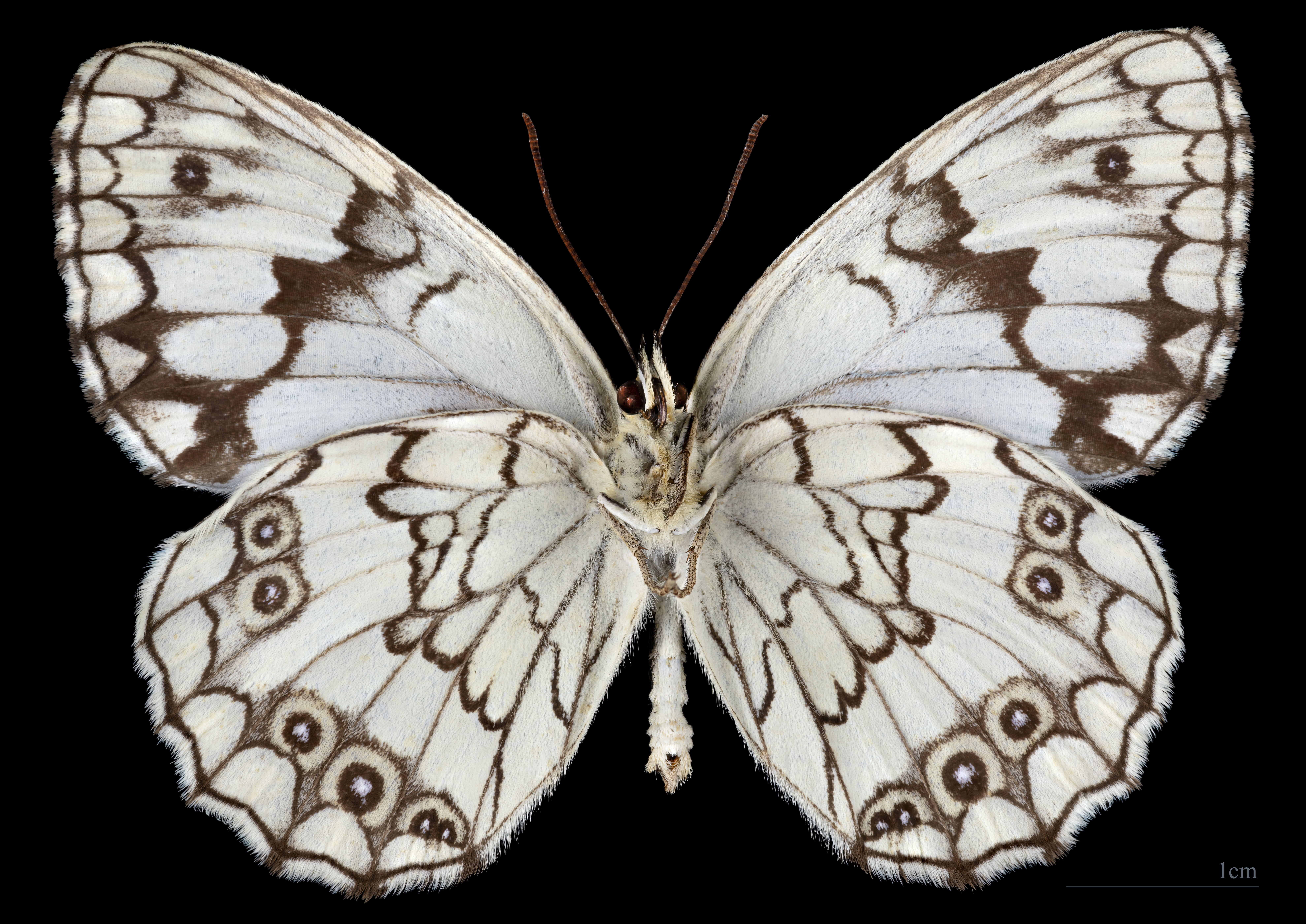
Melanargia titea, revers du mâle MHNT.

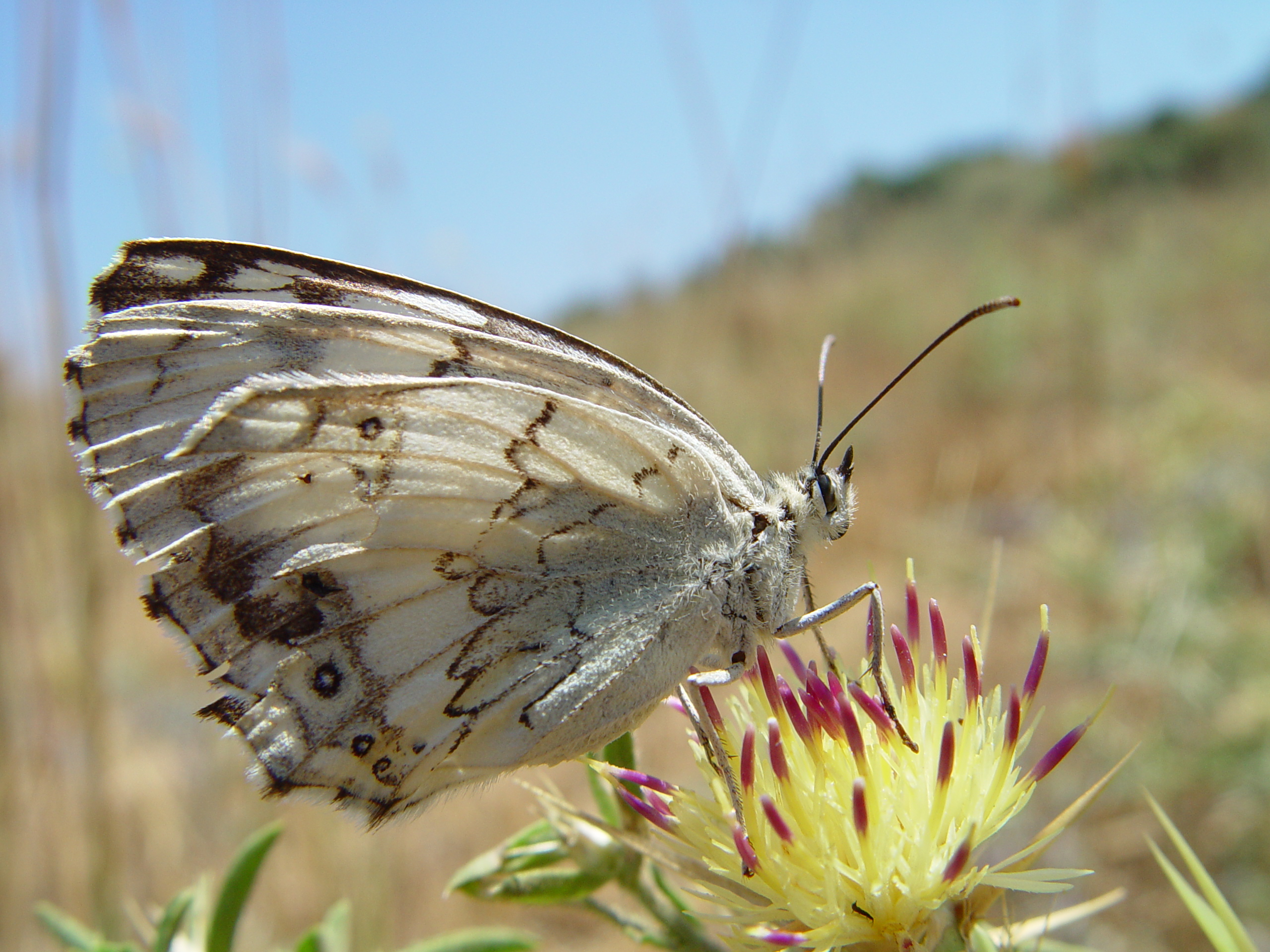
Revers

## Répartition et habitat
Melanargia titea est présent en Turquie, à Adana, Içel et Nidge, Syrie, Palestine, Israël, Arménie et Iran,.

### Biotope
Il vit dans des lieux secs et fleuris.

## Systématique
Le nom valide complet (avec auteur) de ce taxon est Melanargia titea Klug, 1832,.
Melanargia titea a pour synonymes :
- Melanargia arceti Lefèbvre
- Melanargia inocellata Wagner, 1907
- Melanargia palaestinensis Staudinger & Rebel, 1901
- Melanargia teneates Ménétriés, 1832
- Melanargia titania Calberla, 1891
- Melanargia tithea Lederer, 1855
- Melanargia wiskotti Röber, 1896
- Satyrus darceti Duponchel, 1833